# Regentenstraße 57 (Mönchengladbach)

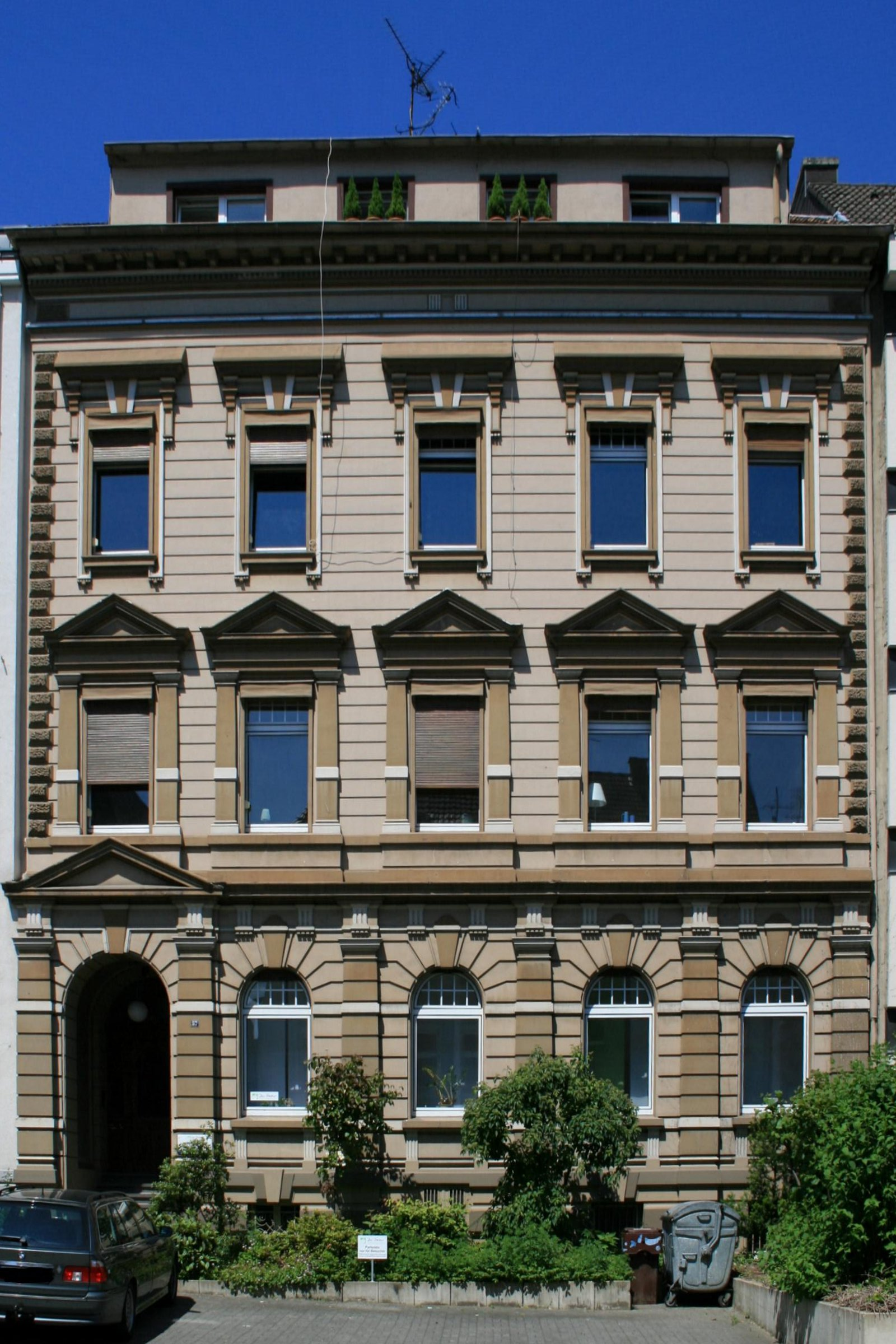
Wohnhaus (2010)

Das Wohnhaus Regentenstraße 57 steht in Mönchengladbach (Nordrhein-Westfalen).
Das Gebäude wurde zum Ende des 19. Jahrhunderts erbaut. Es wurde unter Nr. R 009 am 4. Dezember 1984 in die Denkmalliste der Stadt Mönchengladbach eingetragen.

## Architektur
Das Wohnhaus Regentenstraße Nr. 57 steht im Bereich der Oberstadt innerhalb einer Baugruppe der nördlichen Randbebauung. Es handelt sich um ein dreigeschossiges Ende des 19. Jahrhunderts erbautes Fünf-Fenster-Wohnhaus mit einem Satteldach.